# 第五等级 (电影)
《第五等级 》是一部1997年的法国伪纪录片，由克里斯·马克执导，凯瑟琳·贝尔克霍贾主演。

## 剧情
劳拉 (Laura) 是一位计算机程序员的遗孀，她试图通过完成亡夫的遗作——一个重建冲绳战役的视频游戏——来克服悲伤。她希望在游戏中模拟出与历史悲剧不同的替代结局。与此同时，她记录下整个过程，打算将这些素材提供给她亡夫的朋友克里斯·马克，用于制作一部新电影。

## 演员
- 凯瑟琳·贝尔克霍贾 (Catherine Belkhodja) 饰 劳拉 (Laura)
- 克里斯·马克 (Chris Marker) 饰 他自己及旁白
- 德木慎之 (Kenji Tokitsu)，武术家，以本人身份出镜接受采访
- 大岛渚 (Nagisa Oshima)，电影导演，以本人身份出镜接受采访
- 牛山淳司 (Ju'nishi Ushiyama) 饰 他自己
- 城间繁昭 (Kinjo Shigeaki) 饰 他自己

## 反响
《影音俱乐部》的基思·乌利希 (Keith Uhlich) 将《第五等级》的重映版列为2014年第六佳电影，与《未来学大会》并列。